# Mesnil-Bruntel
Mesnil-Bruntel è un comune francese di 317 abitanti situato nel dipartimento della Somme nella regione dell'Alta Francia.

## Società

### Evoluzione demografica
Abitanti censiti